# Тортона
Тортона (итал. Tortona) је насеље у Италији у округу Алесандрија, региону Пијемонт.
Према процени из 2011. у насељу је живело 22743 становника. Насеље се налази на надморској висини од 124 м.

## Становништво
Према резултатима пописа становништва 2011. у општини је живело 25.986 становника.
| 1931.  | 1936.  | 1951.  | 1961.  | 1971.  | 1981.  | 1991.  | 2001.  | 2011.  |
| ------ | ------ | ------ | ------ | ------ | ------ | ------ | ------ | ------ |
| 21.317 | 20.361 | 23.516 | 25.315 | 29.340 | 29.253 | 27.220 | 25.227 | 25.986 |

## Партнерски градови
- Прива, Вајлбург, Zevenaar, Jiangyin, Санремо